# Eventi sportivi nel 2023

## Atletica leggera
- 10 - 12 febbraio: Campionati asiatici di atletica leggera indoor 2023, Astana[1]
- 14 febbraio Campionati del mondo di corsa campestre 2023, Bathurst
- 2 - 5 marzo: Campionati europei di atletica leggera indoor 2023, Istanbul
- 13 - 14 maggio: World Athletics Relays 2023, Guangzhou, cancellati
- 20 - 25 giugno: Campionati europei a squadre di atletica leggera 2023, Chorzów
- 23 - 25 giugno: Campionati nord-centroamericani e caraibici under 23 di atletica leggera 2023, San José
- 23 - 25 giugno: Campionati nord-centroamericani e caraibici under 18 di atletica leggera 2023, San José
- 12 - 16 luglio: Campionati asiatici di atletica leggera 2023, Bangkok
- 13 - 16 luglio: Campionati europei under 23 di atletica leggera 2023, Espoo
- 3 - 6 agosto: Campionati europei under 20 di atletica leggera 2023, Gerusalemme
- 4 - 6 agosto: Campionati panamericani under 20 di atletica leggera 2023, Mayagüez
- 19 - 27 agosto: Campionati del mondo di atletica leggera 2023, Budapest

## Arrampicata
- 1° - 12 agosto: Campionato del mondo di arrampicata 2023, Berna

## Badminton
- 10 - 19 febbraio: Campionati oceaniani di badminton 2023, North Shore
- 13 - 19 febbraio: Campionati africani di badminton 2023, Benoni
- 25 - 30 aprile: Campionati asiatici di badminton 2023, Dubai
- 21 - 27 agosto: Campionati mondiali di badminton 2023, Copenaghen

## Baseball
- 30 marzo - 1º ottobre: Major League Baseball 2023

## Basket
- 10 - 12 febbraio: Coppa Intercontinentale 2023, Spagna

- 26 agosto - 10 settembre: Campionato mondiale maschile di pallacanestro 2023, (Filippine, Indonesia e Giappone)

## Beach volley
- 2 - 6 agosto: Campionati europei di beach volley 2023, Vienna
- 6 - 15 ottobre: Campionati mondiali di beach volley 2023, Tlaxcala, Huamantla e Apizaco

## Calcio

### Campionati del Mondo FIFA
- 20 maggio - 11 giugno: Campionato mondiale di calcio Under-20 2023, Argentina
- 10 luglio - 20 agosto: Campionato mondiale femminile di calcio 2023, Australia e Nuova Zelanda
- 10 novembre - 2 dicembre: Campionato mondiale di calcio Under-17 2023, Indonesia

### UEFA
- 6 aprile: Finalissima 2023, Londra
- 24 aprile: UEFA Youth League 2022-2023, Ginevra
- 12 maggio - 4 giugno: Campionato europeo di calcio Under-17 2023, Ungheria
- 14 - 26 maggio: Campionato europeo femminile Under 17 di calcio 2023, Estonia
- 31 maggio: Finale della UEFA Europa League 2022-2023, Budapest
- 4 giugno: UEFA Women's Champions League 2022-2023, Eindhoven
- 7 giugno: Finale della UEFA Europa Conference League 2022-2023, Praga
- 10 giugno: Finale della UEFA Champions League 2022-2023, Istanbul
- 14 - 18 giugno: UEFA Nations League 2022-2023, Paesi Bassi
- 21 giugno - 8 luglio: Campionato europeo di calcio Under-21 2023, Romania e Georgia

## Calcio a 5
- 9 - 18 giugno: Euro Winners Cup 2023, Portogallo
- 12 - 18 giugno: Euro Winners Cup femminile 2023, Spagna

## Canoa
- 23 - 27 agosto: Campionati mondiali di canoa/kayak 2023, Duisburg
- 19 - 24 settembre: Campionati mondiali di canoa/kayak slalom 2023, Londra

## Canottaggio
- 25 - 28 maggio: Campionati europei di canottaggio 2023, Bled
- 3 - 10 settembre: Campionati del mondo di canottaggio 2023, Belgrado

## Ciclismo
- 6 - 28 maggio: Giro d'Italia 2023
- 1° 23 luglio: Tour de France 2023
- 26 agosto - 17 settembre: Vuelta a España 2023

## Cricket
- 5 ottobre - 19 novembre: Coppa del Mondo di cricket 2023, India

## Football americano
- 12 febbraio: Super Bowl LVII, State Farm Stadium, Glendale
- Campionato europeo A di football americano 2023, Europa
- Campionato europeo di football americano femminile 2023-2024, Europa
- Campionato mondiale di football americano 2023, Germania (inizialmente da disputarsi nel 2019, rinviato a quest'anno, poi nuovamente rinviato al 2025)

## Ginnastica ritmica e artistica
- 23 - 27 agosto: Campionati mondiali di ginnastica ritmica 2023, Valencia
- 30 settembre - 8 ottobre: Campionati mondiali di ginnastica artistica 2023, Anversa

## Hockey su prato
- 13 - 29 gennaio: Campionato mondiale di hockey su prato 2023, Bhubaneswar e Raurkela

## Judo
- 7 - 14 maggio: Campionati mondiali di judo 2023, Doha
- 3 - 5 novembre: Campionati europei di judo 2023, Montpellier

## Karate
- 22 - 26 marzo: Campionati europei di karate 2023, Guadalajara
- 24 - 29 ottobre: Campionati mondiali di karate 2023, Budapest

## Motori
- 5 marzo - 26 novembre: Campionato mondiale di Formula 1 2023
- 14 gennaio - 30 luglio: Campionato mondiale di Formula E 2022-2023
- 19 gennaio - 19 novembre: Campionato del mondo rally 2023
- 31 dicembre 2022 - 18 ottobre: Campionato mondiale di rally raid 2023
- 5 febbraio - 5 novembre: NASCAR Cup Series 2023
- 5 marzo - 10 settembre: IndyCar Series 2023

## Nuoto
- 14 - 30 luglio: Campionati mondiali di nuoto 2023, Fukuoka

## Pallamano
- 11 - 29 gennaio: Campionato mondiale maschile di pallamano 2023, Polonia e Svezia
- 30 novembre - 17 dicembre: Campionato mondiale femminile di pallamano 2023, Danimarca, Norvegia e Svezia

## Pallavolo

### FIVB
- 12 - 16 luglio: Volleyball Nations League femminile 2023, Arlington
- 19 - 23 luglio: Volleyball Nations League maschile 2023, Danzica

### CEV
- 15 agosto - 3 settembre: Campionato europeo femminile di pallavolo 2023, Belgio, Italia, Estonia e Germania
- 28 agosto - 16 settembre: Campionato europeo maschile di pallavolo 2023, Italia, Macedonia del Nord, Bulgaria e Israele

## Pentathlon moderno
- 21 - 28 agosto: Campionati mondiali di pentathlon moderno 2023, Bath

## Rugby a 15
- 4 novembre 2022 - 21 maggio 2023: World Rugby Sevens Series 2022-2023
- 3 febbraio - 19 marzo: Sei Nazioni Under-20 2023
- 4 febbraio - 18 marzo: Sei Nazioni 2023
- 25 marzo - 29 aprile: Sei Nazioni femminile 2023
- 8 settembre - 28 ottobre: Coppa del Mondo di rugby 2023,  Francia

## Scacchi
- 24 ottobre 2022 - 3 aprile 2023: Torneo delle candidate 2022-2023, Principato di Monaco, Khiva e Chongqing
- 7 - 30 aprile: Campionato del mondo di scacchi 2023, Astana
- 3 - 22 luglio: Campionato del mondo femminile di scacchi 2023, Chongqing, Shanghai
- 29 luglio - 25 agosto: Coppa del Mondo di scacchi 2023, Baku
- 26 - 28 dicembre: Campionato del mondo di scacchi rapidi 2023 e Campionato del mondo femminile di scacchi rapidi 2023, Samarcanda
- 29 - 30 dicembre: Campionato del mondo di scacchi lampo 2023 e Campionato del mondo femminile di scacchi lampo 2023, Samarcanda

## Scherma
- 11 - 12 febbraio: Campionati del mediterraneo di scherma, Zagabria,  Croazia
- 21 - 28 febbraio: Europei cadetti di scherma, Tallinn,  Estonia
- 25 - 28 febbraio: Europei juniores di scherma, Tallinn,  Estonia
- 1 - 12 aprile: Mondiali juniores di scherma, Plovdiv,  Bulgaria
- 1 - 12 aprile: Mondiali cadetti di scherma, Plovdiv,  Bulgaria
- 23 - 27 giugno: Europei under-23 di scherma, Budapest,  Ungheria
- 7 - 12 giugno: Campionati italiani di scherma, La Spezia,  Italia
- 16 - 18 giugno: Europei di scherma, Plovdiv,  Bulgaria
- 25 - 30 giugno: Giochi europei di scherma, Cracovia,  Polonia
- 22 - 30 luglio: Mondiali di scherma, Milano,  Italia
- 2 - 7 agosto: Giochi mondiali universitari di scherma, Chengdu,  Cina

## Sci alpino
- 6 - 19 febbraio: Campionati mondiali di sci alpino 2023, Courchevel e Méribel

## Sollevamento pesi
- 15 - 23 aprile: Campionati europei di sollevamento pesi 2023, Erevan
- 2 - 17 settembre: Campionati mondiali di sollevamento pesi 2023, Riad

## Surf
- 29 gennaio - 15 settembre: World Surf League 2023

## Taekwondo
- 29 maggio - 4 giugno: Campionati mondiali di taekwondo 2023, Baku

## Sport di tiro
- 11 gennaio - 19 settembre: Coppa del mondo di tiro 2023

## Tiro con l'arco
- 31 luglio - 6 agosto: Campionati mondiali di tiro con l'arco 2023, Berlino

## Vela
- 11 - 20 agosto: Campionati mondiali di vela 2023, The Hague

## Wrestling (lotta)
- 16 - 24 settembre: Campionati mondiali di lotta 2023, Belgrado

## Manifestazioni multisportive
- 12-22 gennaio: XXXI Universiade invernale,  Lake Placid
- 21-28 gennaio: XVI Festival olimpico invernale della gioventù europea,  Friuli-Venezia Giulia
- 29 gennaio - 4 febbraio: Giochi invernali dell'Artico 2023,  Wood Buffalo
- 5-17 maggio: XXXII Giochi del Sud-est asiatico,  Phnom Penh
- 12-20 maggio: Asia Pacific Masters Games 2023,  Jeolla Settentrionale
- 28 maggio - 3 giugno: XIX Giochi dei piccoli stati d'Europa,  La Valletta
- 17-25 giugno: Giochi delle Special Olympics 2023,  Berlino
- 12 giugno – 2 luglio: III Giochi europei,  Cracovia e Małopolska
- 23 giugno - 8 luglio: XXIV Giochi centramericani e caraibici,  San Salvador
- 24-30 giugno: Giochi africani sulla spiaggia 2023,  Hammamet
- 26 giugno-9 luglio: European Masters Games 2023,  Tampere
- 8-14 luglio: Island Games 2023,  Guernsey
- 22 luglio - 1º agosto: Giochi della Micronesia 2023,  Majuro
- 23-29 luglio: XVII Festival olimpico estivo della gioventù europea,  Maribor
- 28 luglio - 6 agosto: World Police and Fire Games 2023,  Winnipeg
- 28 luglio - 6 agosto: IX Giochi della Francofonia,  Kinshasa
- 28 luglio - 8 agosto: XXXI Universiade,  Chengdu
- 4-11 agosto: VII Giochi giovanili del Commonwealth,  Port of Spain
- 4-19 agosto: XIII Giochi panafricani,  Accra
- 5-12 agosto: Giochi mondiali sulla spiaggia 2023,  Bali
- 2-9 settembre: III Giochi del Mediterraneo sulla spiaggia,  Candia
- 23 settembre - 8 ottobre: XIX Giochi asiatici,  Hangzhou
- 20 ottobre - 5 novembre: XIX Giochi panamericani,  Santiago del Cile
- 21-30 ottobre: World Combat Games 2023,  Riad
- 22-28 ottobre: IV Giochi para-asiatici,  Hangzhou
- 17-26 novembre: VI Giochi asiatici indoor e di arti marziali,  Bangkok, Chonburi
- 19 novembre - 2 dicembre: XVII Giochi del Pacifico,  Honiara
- TBD: VIII Giochi mondiali militari,  Bogotà
- TBD: Giochi delle isole dell'Oceano Indiano 2023,  Antananarivo
- TBD: Giochi asiatici sulla spiaggia 2023,  Sanya
- TBD: Giochi sudamericani sulla spiaggia 2023,  Santa Marta